# Ceticismo
Ceticismo (português brasileiro) ou cepticismo (português europeu) é qualquer atitude de questionamento para com o conhecimento, fatos, opiniões ou crenças estabelecidas. Filosoficamente, é a doutrina da qual a mente humana não pode atingir certeza alguma a respeito da verdade.
O ceticismo filosófico é uma abordagem global que requer todas as informações suportadas pela evidência. O ceticismo filosófico clássico deriva da Skeptikoi, uma escola que "nada afirma". Adeptos de pirronismo, por exemplo, suspenderam o julgamento em investigações. Os céticos podem até duvidar da confiabilidade de seus próprios sentidos. O ceticismo religioso, por outro lado é "a dúvida sobre princípios religiosos básicos (como a imortalidade, a providência e a revelação)".

## História

### Antiguidade
O ceticismo filosófico se manifestou na Grécia clássica. Um de seus primeiros proponentes parece ter sido Pirro de Elis (360-275 a.C.), que estudou na Índia e defendia a adoção de um "ceticismo prático". Carneades discutiu o tema de maneira mais minuciosa e, contrariando os estoicos, dizia que a certeza no conhecimento seria impossível. Sexto Empírico (200 a.C.) é tido como a autoridade maior do ceticismo grego. Mesmo atualmente, o ceticismo filosófico costuma ser confundido com o ceticismo vulgar e com aquilo que a tradição cética denominou de "dogmatismo negativo". Nada mais está tão em desacordo com o espírito do ceticismo do que a reivindicação de quaisquer certezas, seja as positivas ou as negativas.
Na Filosofia islâmica, o ceticismo foi estabelecido por Al-Ghazali (1058–1111), conhecido no Ocidente como "Algazel". Ele era parte da Ash'ari, a escola de teologia islâmica, cujo método de ceticismo compartilha muitas semelhanças com o método de René Descartes.

### Idade Média
Os principais textos do ceticismo clássico hoje disponíveis não foram conhecidos no período medieval, mas por volta de 1430 apareceu uma edição latina das Vidas dos Filósofos de Diógenes Laércio, feita por Ambrogio Traversari. Esse texto teve ampla circulação e pode ter despertado o interesse pelo ceticismo. Aparentemente, é a partir deste momento que o próprio termo scepticus se difunde.

## Ceticismo científico
Um cientista cético (ou empírico)  questiona crenças com base na compreensão científica. Sendo cientistas céticos, a maioria dos cientistas testa a confiabilidade de certos tipos de afirmações, submetendo-as a uma investigação sistemática, usando alguma forma de método científico. O ceticismo científico é uma defesa do público crédulo contra o charlatanismo e de explicações sobrenaturais para fenômenos naturais.
Apesar de o ceticismo envolver o uso do método científico e do pensamento crítico, isto não necessariamente significa que os céticos usem estas ferramentas constantemente.
Frequentemente os céticos são confundidos ou até mesmo apontados como cínicos. Porém, o criticismo cético válido (em oposição a dúvidas arbitrárias ou subjetivas sobre uma ideia) origina-se de um exame objetivo e metodológico que geralmente é consenso entre os céticos. Note também que o cinismo é geralmente tido como um ponto de vista que mantém uma atitude negativa desnecessária acerca dos motivos humanos e da sinceridade. Apesar de as duas posições não serem mutuamente exclusivas, céticos também podem ser cínicos, cada um deles representando uma afirmação fundamentalmente diferente sobre a natureza do mundo.
Os céticos científicos constantemente recebem também acusações de terem a "mente fechada" ou de inibirem o progresso científico, devido às suas exigências de evidências cientificamente válidas. Eles se defendem argumentando que tais críticas são, em sua maioria, provenientes de adeptos de pseudociências como homeopatia, reiki, paranormalidade e espiritualismo, cujas visões não são adotadas ou suportadas pela ciência. Segundo Carl Sagan, cético e astrônomo, "você deve manter sua mente aberta, mas não tão aberta que o cérebro caia". Ele também afirmava que "o primeiro vício da humanidade foi a fé, e a primeira virtude foi o ceticismo".
A necessidade de evidências cientificamente adequadas como suporte a teorias é mais evidente na área da saúde, onde utilizar uma técnica sem a avaliação científica dos seus riscos e benefícios pode levar à piora da doença, gastos financeiros desnecessários e abandono de técnicas comprovadamente eficazes. Por esse motivo, no Brasil é vedado aos médicos a utilização de práticas terapêuticas não reconhecidas pela comunidade científica.

## Desenganadores
Um desenganador (em inglês: debunker) é um cético engajado no combate a charlatões e ideias que, na sua visão, são falsas e não científicas.
Alguns dos mais famosos são: James Randi, Basava Premanand, Penn & Teller, e Harry Houdini.
Religiosos contrários aos grupos de céticos desenganadores dizem que suas conclusões estão cheias de interesse próprio e que nada mais são que novos movimentos de cruzadas de crentes com a necessidade de assim se afirmarem.

## Pseudo-ceticismo
O termo pseudo-ceticismo ou ceticismo patológico é usado para denotar as formas de ceticismo que se desviam da objetividade. A análise mais conhecida do termo foi conduzida por Marcello Truzzi que, em 1987, elaborou a seguinte conceituação:

Uma vez que o ceticismo adequadamente se refere à dúvida ao invés da negação - descrédito ao invés de crença - críticos que assumem uma posição negativa ao invés de uma posição agnóstica ou neutra, mas ainda assim se auto-intitulam "céticos" são, na verdade, "pseudo-céticos".
Em sua análise, Marcello Truzzi argumentou que os pseudo-céticos apresentam a seguinte conduta:
- A tendência de negar, ao invés de duvidar;
- A realização de julgamentos sem uma investigação completa e conclusiva;
- Uso de ataques pessoais;
- A apresentação de evidências insuficientes;
- A tentativa de desqualificar proponentes de novas ideias taxando-os pejorativamente de 'pseudo-cientistas', 'promotores' ou 'praticantes de ciência patológica';
- A apresentação de contra-provas não fundamentadas ou baseadas apenas em plausibilidade, ao invés de se basearem em evidências;
- A sugestão de que evidências inconvincentes são suficientes para se assumir que uma teoria é falsa;
- A tendência de desqualificar 'toda e qualquer' evidência.

O termo pseudo-ceticismo parece ter suas origens na filosofia, na segunda metade do século XIX.

## Ceticismo como inércia
A ciência moderna é baseada no ceticismo. Por outro lado, a ciência deve estar sempre aberta a novas ideias (por mais estranhas que pareçam), desde que apoiadas em evidências científicas, mas deve fazê-lo de forma que sejam sempre devidamente escrutinadas, de modo a assegurar a veracidade de suas implicações e resultados. Sempre que uma nova hipótese é formulada ou uma nova alegação é realizada, toda a comunidade científica se mobiliza de modo a comprovar sua viabilidade teórica e prática. Como em qualquer outro plano, quanto mais incomuns forem as novas ideias e invenções, mais resistência tendem a enfrentar durante seu escrutínio por meio do método científico. 
Uma consequência disso é que através da história, ao apresentarem suas ideias, vários cientistas foram inicialmente recebidos com alegações de fraude por colegas que não desejavam ou não eram capazes de aceitar algo que requereria uma mudança em seus pontos de vista estabelecidos. Por exemplo, Michael Faraday foi chamado de charlatão por seus contemporâneos quando disse que podia gerar uma corrente elétrica simplesmente movendo um ímã por uma bobina de fio.[carece de fontes?]
Em janeiro de 1905, mais de um ano após Wilbur e Orville Wright terem feito o seu primeiro voo em Kitty Hawk em 17 de dezembro de 1903, a revista Scientific American publicou um artigo ridicularizando o voo dos Wright. Com assombrosa autoridade, a revista citou como principal razão para questionar os Wright o fato de a imprensa americana ter falhado em cobrir o voo. Outros a se juntarem ao movimento cético foram o New York Herald, o Exército dos Estados Unidos e inúmeros cientistas americanos. Somente em 1908, quando o presidente Theodore Roosevelt ordenou tentativas públicas no Forte Mayers, após o voo do 14-bis de Alberto Santos Dumont, numa aeronave aprimorada, os irmãos Wright comprovaram suas afirmações e compeliram até os céticos mais zelosos a aceitarem a realidade das máquinas voadoras mais pesadas que o ar. Na verdade, os irmãos Wright foram bem sucedidos em demonstrações públicas do voo de sua máquina cinco anos antes do voo histórico.[carece de fontes?] Nesse contexto, o voo dos irmãos Wright, mesmo não calando os céticos, pode ter sido o primeiro em que alçou voo uma nave mais pesada que o ar, após os voos pioneiros de Otto Lilienthal. No entanto, o primeiro voo de uma máquina capaz de alçar voo totalmente por conta própria, sem ajuda de catapultas, é corretamente creditado a Santos Dumont, esse devidamente registrado e documentado.
A maioria das invenções revolucionárias modernas, como o microscópio de corrente (ou varredura) de tunelamento), que foi inventado em 1981, ainda encontram intenso ceticismo e até mesmo ridicularizados quando anunciados pela primeira vez. Como físico, Max Planck observou em seu livro "The Philosophy of Physics" [A Filosofia da Física], de 1936: "uma importante inovação científica raramente faz seu caminho vencendo gradualmente e convertendo seus oponentes: raramente acontece que 'Saulo' se torne 'Paulo'. O que realmente acontece é que os seus oponentes morrem gradualmente e a geração que cresce está familiarizada com a ideia desde o início".